# قسم تعقيد
في علم التعقيد الحسابي، قسم تعقيد هي مجموعة من المسائل المُتعلقة بالاساس فيما بينها بمورد مُعين، اغلب الاقسام لديها التعريف التالي:
مجموعة المسائل التي يمكن حلها بواسطة {\displaystyle O(f(n))} موارد حيث أنَّ n هو طول المُدخل.
على سبيل المثال: القسم NP هو مجموعة المسائل التي يمكن حلها بوقت حدودي (أي {\displaystyle O(n^{c})}) بواسطة آلة تيورنج غير حتمية، مثال آخر هو القسم بيسبايس وهو مجموعة المسائل التي يمكن حلها بواسطة آلة تيورنج حتمية وتستخدم مكان اضافي طوله حدودي (أي انها تسخدم {\displaystyle O(n^{c})} مكان اضافي).
الاقسام الأساسية مُعرفة حسب المتغيرات التالية:
1. نوع المسألة الحسابية: على الاغلب المسائل هي مسائل تقرير (decision problem), ولكن اقسام التعقيد يمكن تعريفها أيضا بواسطة مسائل دوال (function problem) مثل القسم FP أو مسائل عد (counting problem) مثل P# أو مسائل استمثال...
2. نوع نموذج الحساب: على الاغلب نموذج الحساب هو آلة تيورنج الحتمية ولكن العديد من الاقسام تُعرف بالة تيورنج غير حتمية، دوائر بوليانية، آلة تيورنج كمومية...
3. المورد الذي يتم تحديده والحدود: مثل «وقت حدودي», «مكان حدودي», «وقت لوجارثمي», ...

بعض الاقسام يمكن تشخيصها بواسطة المنطق الرياضي اللازم لتعريفها.

## بعض أهم الاقسام
يتم تعريف الاقسام وفقا لنوع المورد أو النموذج المُستخدم ونلحق هنا بعض أهم الاقسام المعروفة:
- {\displaystyle {\mbox{L}}={\mbox{DSPACE}}[{\mbox{log}}(n)]}
- {\displaystyle {\mbox{NL}}={\mbox{NSPACE}}[{\mbox{log}}(n)]}
- {\displaystyle {\mbox{P}}=\cup _{k\geq 1}{\mbox{DTIME}}[n^{k}]}
- {\displaystyle {\mbox{NP}}=\cup _{k\geq 1}{\mbox{NTIME}}[n^{k}]}
- {\displaystyle {\mbox{PSPACE}}=\cup _{k\geq 1}{\mbox{DSPACE}}[n^{k}]}
- {\displaystyle {\mbox{NPSPACE}}=\cup _{k\geq 1}{\mbox{NSPACE}}[n^{k}]}
- {\displaystyle {\mbox{E}}=\cup _{k\geq 1}{\mbox{DSPACE}}[k^{n}]}
- {\displaystyle {\mbox{NE}}=\cup _{k\geq 1}{\mbox{NSPACE}}[k^{n}]}
- {\displaystyle {\mbox{EXP}}=\cup _{k\geq 1}{\mbox{DSPACE}}[2^{n^{k}}]}
- {\displaystyle {\mbox{NEXP}}=\cup _{k\geq 1}{\mbox{NSPACE}}[2^{n^{k}}]}
- {\displaystyle {\mbox{EXPSPACE}}=\cup _{k\geq 1}{\mbox{DSPACE}}[2^{n^{k}}]}
- {\displaystyle {\mbox{NEXPSPACE}}=\cup _{k\geq 1}{\mbox{NSPACE}}[2^{n^{k}}]}

على الاغلب هنا أُستخدِم النموذج الحسابي: آلة تيورنج حتمية وغير حتمية.
اقسام أخرى مهمة من ضمنها: BPP , RP,ZPP وهذه الاقسام مُعرفة بواسطة آلة تيورنج احتمالية ; الاقسام AC,NC وهذه الاقسام مُعرفة بواسطة دوائر بوليانية ; BQP,QAM وهذه الاقسام مُعرفة بواسطة آلة تيورنج كمومية ; #P وهو قسم مسائل عد. اقسام مثل IP,AM مُعرفة بواسطة نظام براهين تفاعلي. ALL هو قسم كل المسائل.

## استزادة
- The Complexity Zoo نسخة محفوظة 27 أغسطس 2019 على موقع واي باك مشين.: قائمة كبيرة لكل الاقسام المعروفة.